# Befestigungsanlage (Ziębice)

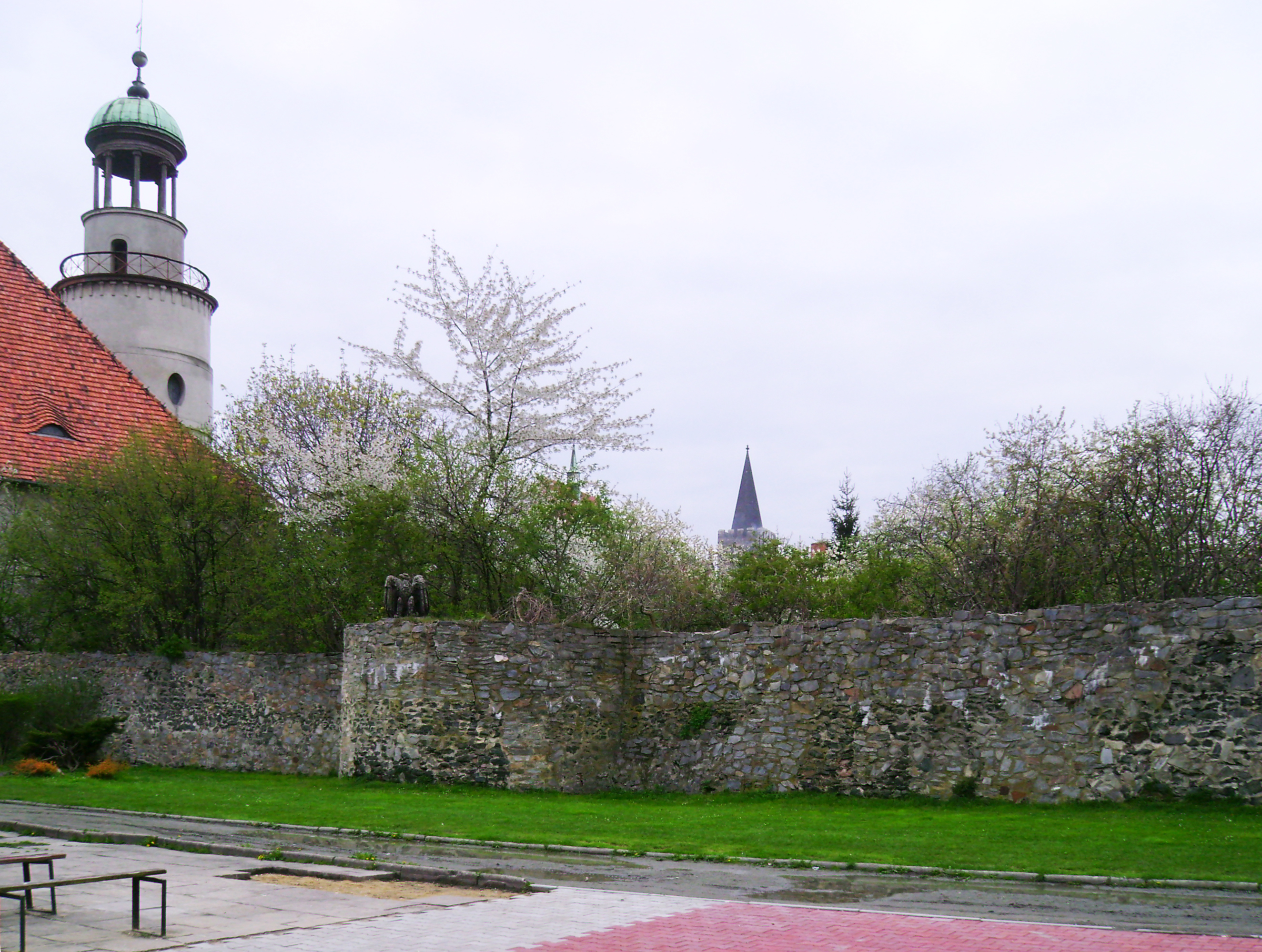
Erhaltene Reste der Stadtmauer

Die Stadtbefestigung der schlesischen Stadt Ziębice (dt. Münsterberg) ist in Teilen erhalten und umgibt den alten Ortskern.

## Beschreibung und Geschichte

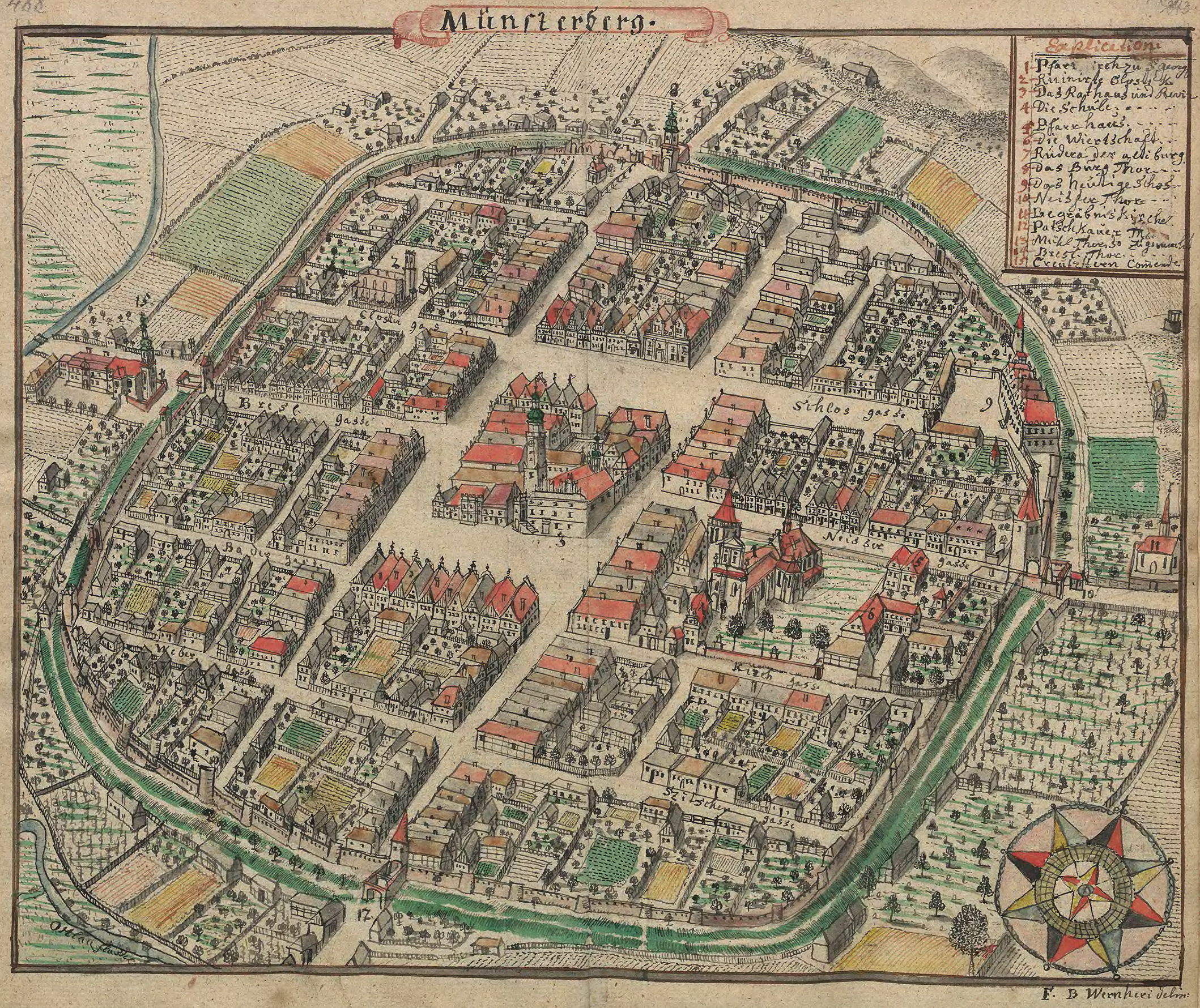
Ansicht der Stadt Münsterberg Ende des 18. Jahrhunderts mit Stadtbefestigung

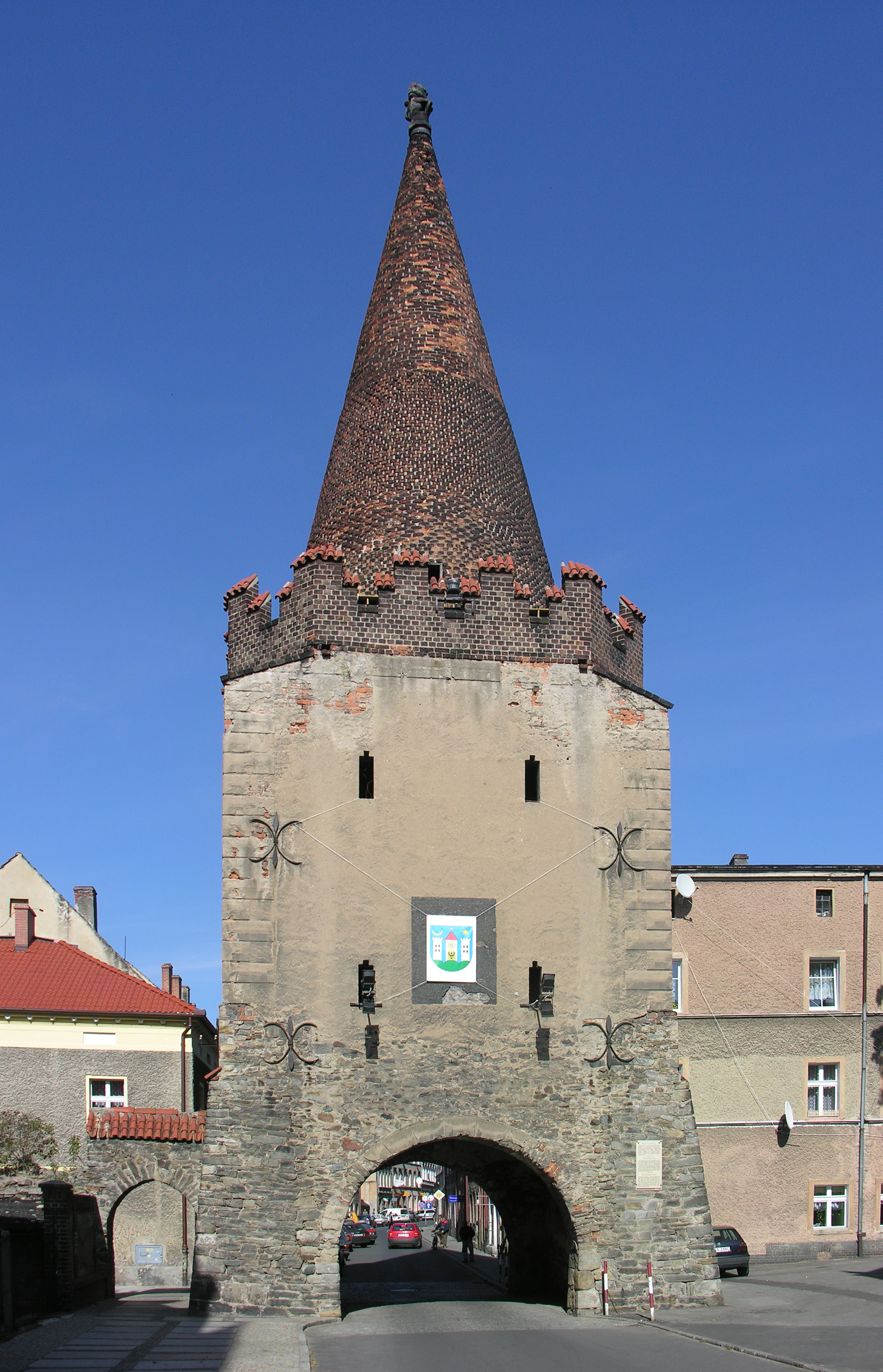
Patschkauer Tor

Die Stadt Münsterberg entstand in Form eines Kreises. Eine erste steinerne Stadtmauer entstand im 14. Jahrhundert und wurde bis zum 16. Jahrhundert mehrfach erweitert und ausgebaut. Die Befestigungsanlage in Münsterberg bestand aus einem doppelten Grabengürtel und besaß insgesamt fünf Stadttore.
Im Laufe des 18. Jahrhunderts verlor die Befestigung ihre Funktion. 1780 wurde der Graben zugeschüttet und die Freifläche wurde teils gärtnerisch angelegt. Ein Großteil der mittelalterlichen Stadtmauer wurde bis 1850 geschleift. Als erstes Tor fiel das Neissertor im Osten der Spitzhacke zum Opfer. Bis 1821 wurden im Südwesten das Mühler- und im Westen das Breslauer Tor abgerissen. Das Burgtor im Norden wurde 1850 abgerissen. 
Erhalten haben sich bis heute einzelne Fragmente der Stadtmauer im südlichen und östlichen Bereich sowie das Patschkauer Tor im Süden. 
Die erhaltenen Reste der mittelalterlichen Stadtmauer wurden 1964 unter Denkmalschutz gestellt.

## Patschkauer Stadttor
Das Patschkauer Stadttor (poln. Brama Paczkowska) ist das einzig erhaltene Stadttor der mittelalterlichen Befestigungsanlage von Ziębice. Es steht im Süden der Stadt an der heutigen ul. Grunwaldzka (bis 1945 Patschkauerstraße). Das Tor wurde 1324 erstmals erwähnt. Das heutige Erscheinungsbild stammt aus dem Jahr 1491. Das Tor steht auf einem rechteckigen Grundriss und besitzt Strebepfeiler und Backsteinzinnen. Bekrönt ist das Tor mit einer Haube in Pyramidenform aus Keramik. Das Patschkauer Stadttor wurde 1960 unter Denkmalschutz gestellt.